# Cornelis Engelsz.
Cornelis Engelsz., né en 1574 ou 1575 à Gouda, et mort en 1660 à Haarlem en Hollande, est un peintre du Siècle d'or néerlandais. Il était le père du portraitiste Jan Cornelisz. Verspronck.

## Biographie
Contemporain de Frans Hals, Cornelis Engelsz. s’installe très jeune à Haarlem où il devient l’élève de Cornelis van Haarlem.
Vers 1595, il épouse Maritge Jansdr avec qui il aura six enfants. Deux d’entre eux deviendront peintres, le plus connu étant le portraitiste Jan Cornelisz. Verspronck.
En 1593, Cornelis Engelsz. rejoint la guilde de Saint-Luc de Haarlem, une corporation de peintres, sculpteurs et graveurs dont il devient le dirigeant en 1616.
De 1594 à 1621 il est membre de la Schutterij, la Garde civile de Saint-Adrien, dont il est caporal. Il réalise deux portraits de cette Garde civique, dont le premier de 1612, est conservé au Musée des beaux-arts de Strasbourg, et le second de 1618, exposé au musée Frans Hals.
Actif de 1593 à 1650, Cornelis Engelsz. meurt à Haarlem en 1660.

## Œuvres

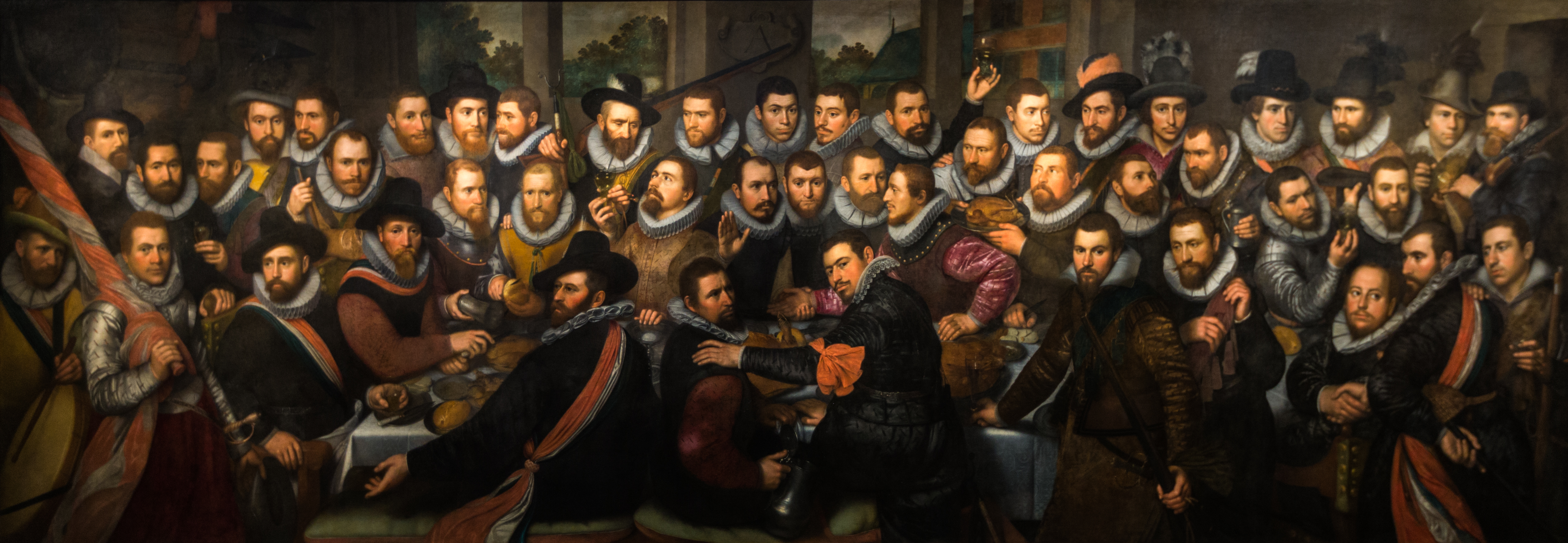
La Garde civique de Saint-Adrien - 1612
Collection du Musée des Beaux-Arts de Strasbourg.

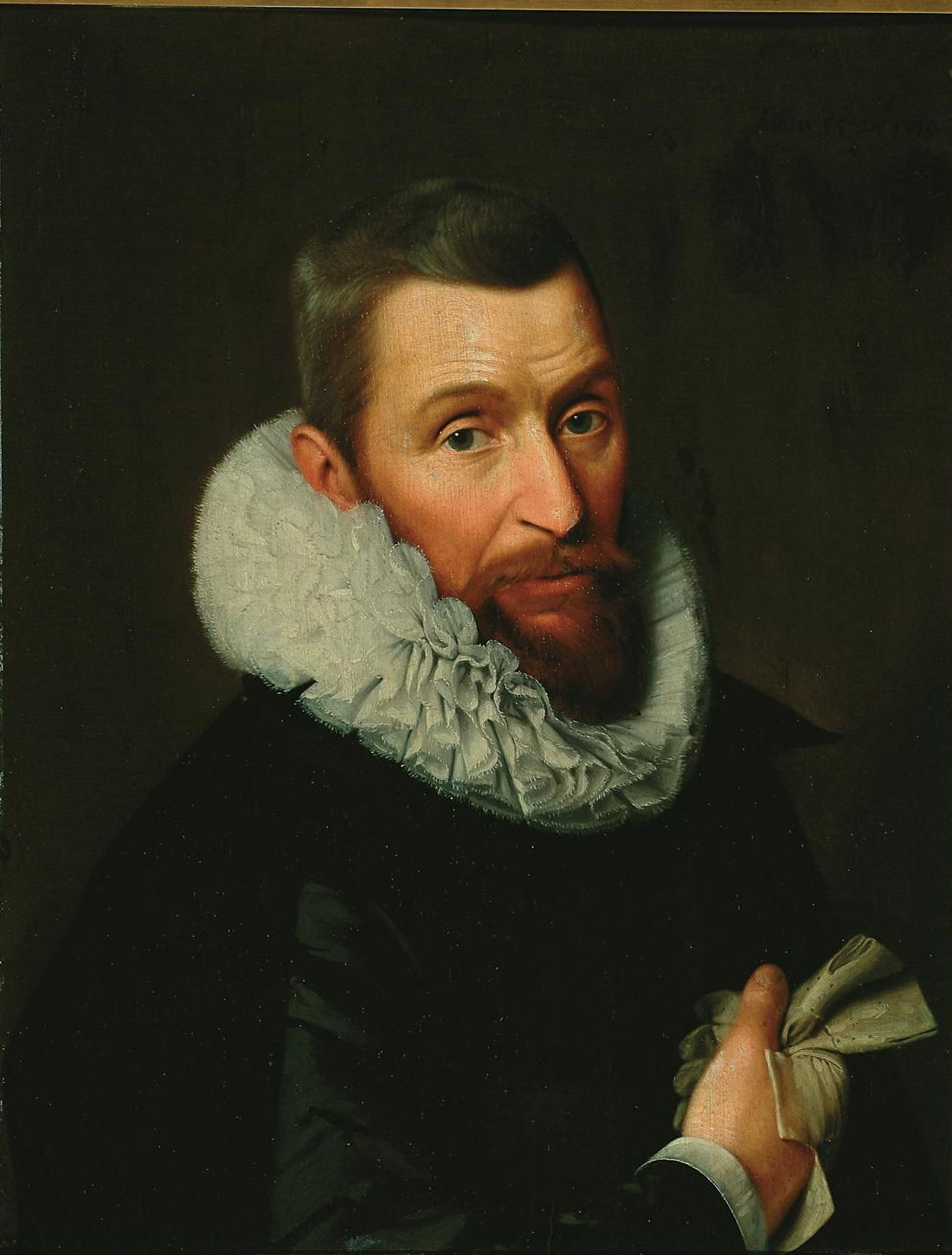
Portrait de Floris van Schoterbosch 1618
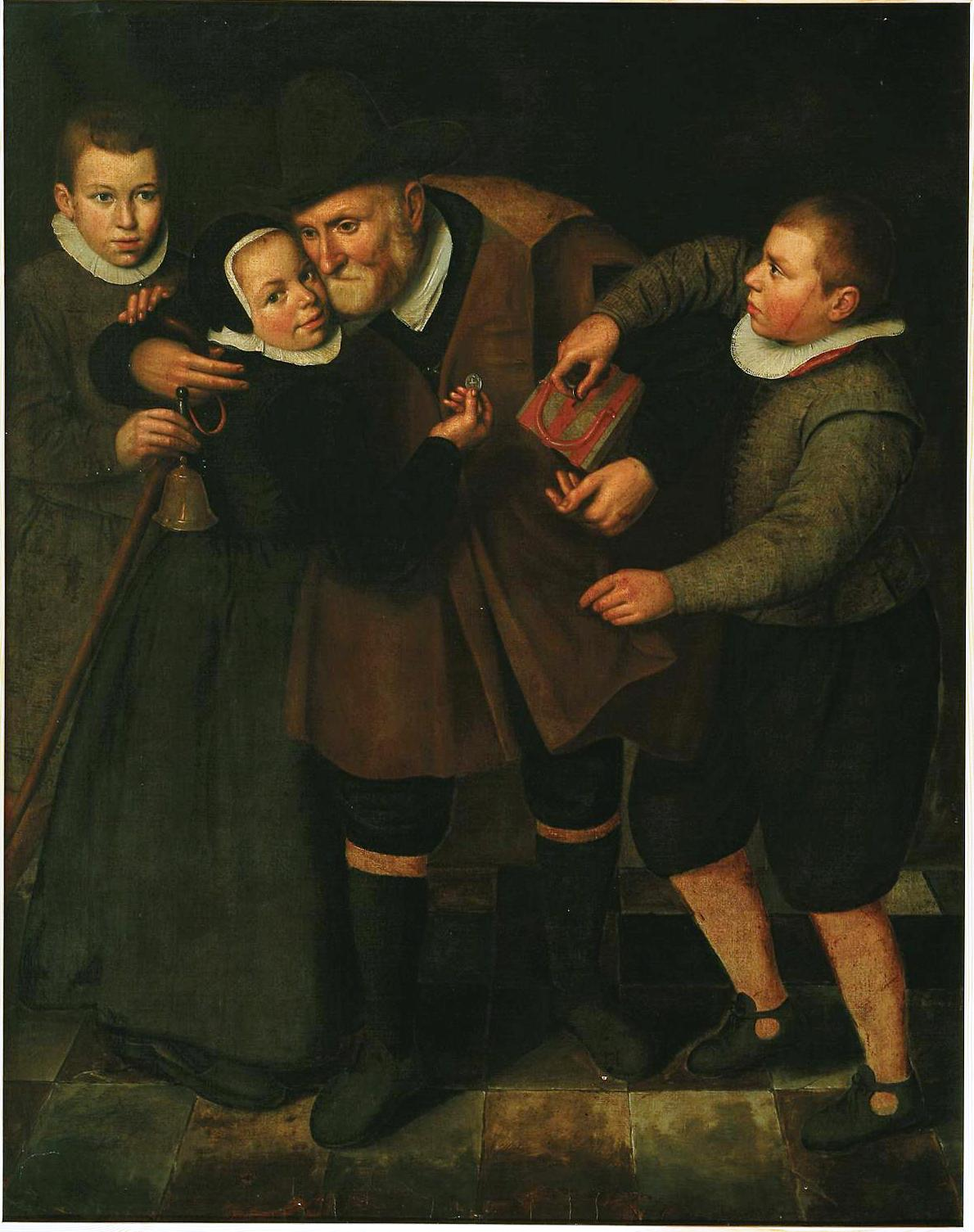
Vieillard acceptant l’aumône Vers 1600-1650